# Homa Bay
Homa Bay és una ciutat de la província de Nyanza (Kenya). Està situada al golf Winam, a prop del llac Victòria. S'hi troba el parc nacional de Ruma.
La ciutat tenia 32.174 habitants segons el cens del 1999, i el 2009, el 59.844 habitants.